# К расследованию приступить
«К расследованию приступить» — советский художественный четырёхсерийный детективный фильм, снятый режиссёром Андреем Бенкендорфом на киностудии имени Александра Довженко Творческим объединением «Луч», по заказу Гостелерадио СССР.

Состоит из двух двухсерийных фильмов: «Версия» и «Клевета».

## Сюжет
Несколько старых друзей — сотрудников прокуратуры и МВД СССР, которых судьба раскидала по разным республикам Союза, раз в год собираются вместе чтобы помянуть погибшего товарища и поделиться необычными делами из своей практики.

### Фильм первый. «Версия»
Следователю по особо важным делам Стасенко попадает в разработку дело о пропаже крупной суммы денег и работника колхоза «Прогресс» Петра Царькова. Расследование показало, что в колхозе процветало подпольное производство поддельных фруктовых соков и производились бестоварные фиктивные операции при заготовке крупного рогатого скота. Царьков был только звеном в цепочке махинаций. При попытке скрыть хищения между мошенниками возникла ссора, которая закончилась смертью Царькова.

### Фильм второй. «Клевета»
Руководитель строительного треста Владимир Мельников скончался от инфаркта. После смерти друзья покойного настаивают на проведении расследования. Оказывается, что на Мельникова одна за другой приходили анонимные жалобы о его якобы аморальном поведении и превышении служебных полномочий. В конце концов, после бесконечных проверок его сердце не выдержало постоянного стресса. Расследование, которое возглавил следователь Джангиров, показало, что автором анонимок был близкий друг покойного Мельникова, который после увольнения решил отомстить обидчику путём угроз и шантажа.

## В ролях
- Богдан Ступка — Александр Иванович Стасенко, старший следователь по особо важным делам
- Армен Джигарханян — Левон Арамович Джангиров, следователь
- Татьяна Лаврова — Анисимова
- Эвальд Хермакюла — Лепик
- Николай Засухин — Пётр Петрович Царьков, главный снабженец колхоза «Прогресс»
- Людмила Кудрявцева — Оксана Степановна Иващенко, председатель колхоза «Прогресс»
- Михаил Рогов — Владимир Спиридонович Будько, технолог цеха в колхозе «Прогресс»
- Юрий Мажуга — Владимир Сергеевич Сташков, заместитель председателя Андреевского райисполкома
- Нина Колчина-Бунь — Алевтина Васильевна, «племянница» Царькова, «зазноба» Игоря
- Анатолий Лукьяненко — Игорь Кириллович Прохоров, водитель Царькова
- Раиса Куркина — Марина Игнатьевна, жена Петра Царькова, бывшая балерина
- Юрий Горобец — Валентин Крынкин
- Александр Январёв — Аркадий Семёнович Крынкин
- Юрий Медведев — Галкин
- Алексей Горбунов — старший лейтенант Агеев
- Юрий Яковлев — Антон Михайлович Звягинцев
- Николай Гринько — Алексей Алексеевич Федин
- Светлана Немоляева — Нина Александровна Ващенко
- Евгения Ханаева — Лидия Константиновна Рябикова, секретарша
- Анатолий Ромашин — Сазонов
- Марис-Рудольф Лиепа — Хрунин
- Нина Архипова — Вера Сергеевна Мельникова
- Людмила Аринина — Звягинцева
- Всеволод Сафонов — Владимир Иванович Мельников
- Елена Чекан — Раиса Степановна
- Маргарита Криницына — Белова
- Клара Белова — Ирина Васильевна
- Юрий Назаров — Пётр Степанович Курышев
- Ольга Лысенко — Римма Сергеевна
- Александр Пермяков — Лебеденко
- Лариса Полякова — Надя Мартынова
- Владимир Костюк
- Галина Макарова — Клавдия Тимофеевна, бабушка Игоря Прохорова
- Виктор Мирошниченко — Михаил Михайлович, майор милиции
- Николай Сектименко — Балашов, инспектор ГАИ
- Валерий Панарин — эпизод (2-я серия)
- Неонила Гнеповская — эпизод (2-я серия)

## Съёмочная группа
- Режиссёр: Андрей Бенкендорф
- Сценаристы: Иван Менджерицкий, Борис Антонов
- Оператор: Сергей Стасенко
- Композиторы: Николай Каретников, Иварс Вигнерс